# شارلوت دونداس
شارلوت دونداس (به انگلیسی: Charlotte Dundas) یک کشتی بود که طول آن ۵۶ فوت (۱۷ متر) بود.